# Zadružni dom (Muzej Sveti Ivan Zelina)
Zadružni dom (Muzej Sveti Ivan Zelina), zgrada u mjestu i gradu Sveti Ivan Zelina, zaštićeno kulturno dobro.

## Opis
Zgrada iz 1951., u Svetom Ivanu Zelini, na adresi Trg A. Starčevića 13.	

## Zaštita
Pod oznakom P-5530 zavedena je kao nepokretno kulturno dobro - pojedinačno, pravna statusa zaštićena kulturnog dobra, klasificirano kao "kulturno-povijesna cjelina".